# Autobahn Peking–Hongkong–Macau
Die Autobahn Peking–Hongkong–Macau oder Jinggang’ao-Autobahn (chinesisch 京港澳高速公路, Pinyin Jīnggǎng’ào gāosù gōnglù, englisch Beijing–Hong Kong–Macau Expressway), chin. Abk. G4, ist eine 2.284 km lange Autobahn in China, die die Hauptstadt Peking im Norden mit der wichtigen südchinesischen Wirtschaftsregion rund um Guangzhou (Kanton), Hongkong und Macau verbindet. Das erste Stück der Autobahn von Peking nach Shijiazhuang wurde bereits ab 1986 gebaut und 1993 als eine der ersten Autobahnen Chinas fertiggestellt. Die vollständige Autobahn wurde Ende 2004 eröffnet.
Die Autobahn verläuft von Peking über die Städte Baoding, Shijiazhuang und Handan in der Provinz Hebei, Xinxiang, Zhengzhou, Luohe und Xinyang in der Provinz Henan, Wuhan und Xianning in der Provinz Hubei, Yueyang, Changsha, Zhuzhou, Hengyang und Chenzhou in der Provinz Hunan sowie Shaoguan, Guangzhou,    Shenzhen in der Provinz Guangdong nach Hongkong. Ein Ast der Autobahn, die G4W, zweigt bei Guangzhou ab und führt bis Zhuhai bei Macau.